# Chimboy
Chimboy (kyrillisch-usbekisch Чимбой; karakalpakisch Shımbay; russisch Чимбай Tschimbaj) ist eine kreisfreie Stadt und zudem Hauptort eines gleichnamigen Bezirks in Karakalpakistan (Usbekistan). Chimboy liegt auf 64 m Höhe, etwa 55 km nördlich der karakalpakischen Hauptstadt Nukus, im Amudarja-Delta und hat 39.571 Einwohner (Berechnung für 2009), die Volkszählung 1991 ergab 27.400 Einwohner.

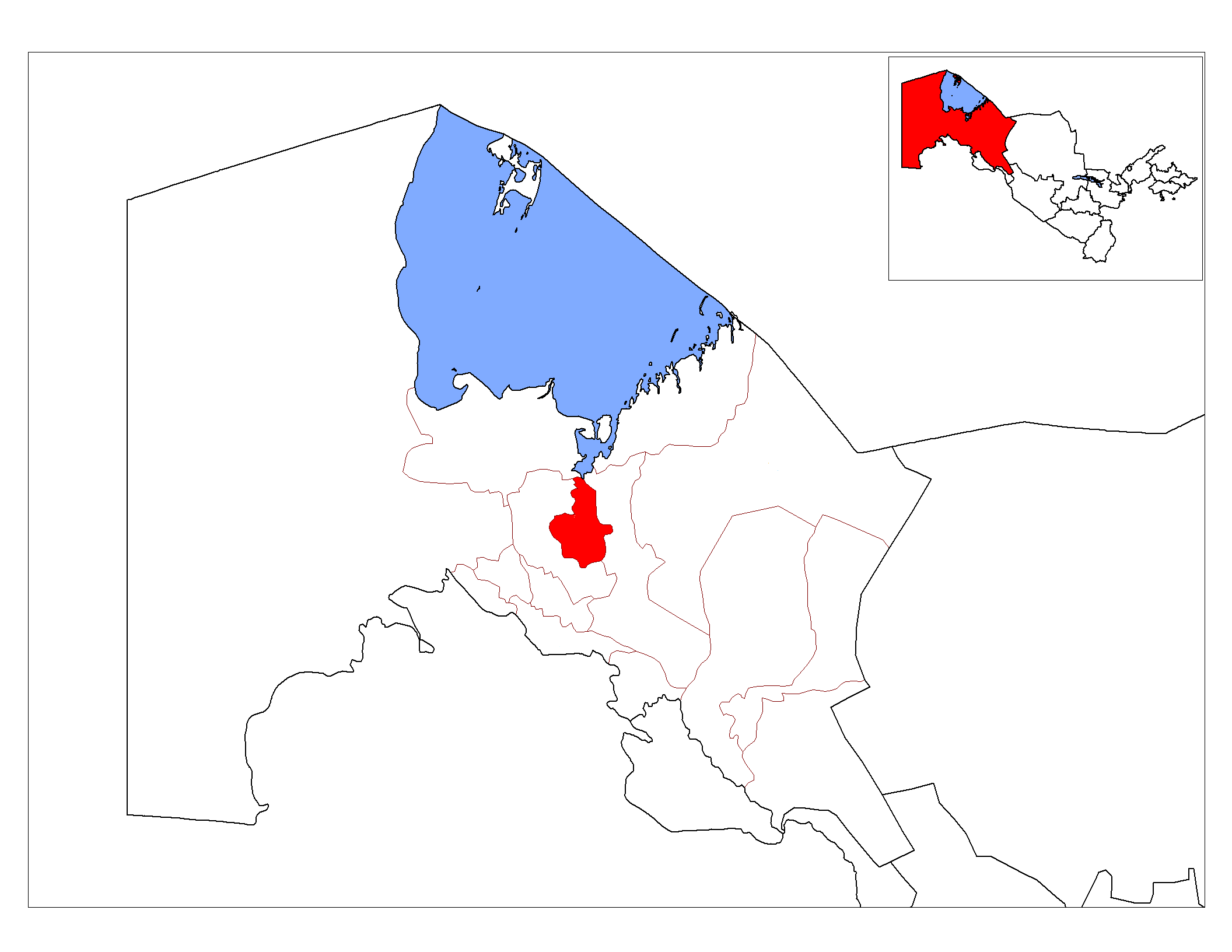
Lage des Bezirks Chimboy in Karakalpakistan

Die Erhebung Chimboys zu einer Stadt erfolgte 1926. Die Jahresdurchschnittstemperatur beträgt 10,4 Grad Celsius.